# جيسون كافي
جيسون كافي (بالإنجليزية: Jason Caffey)‏ مواليد 12 يونيو 1973 في موبيل، هو لاعب كرة سلة أمريكي سابق. بدأ مسيرته الاحترافية في سنة 1995. تم اختياره من قبل فريق شيكاغو بولز خلال الدرافت. يبلغ طوله 6 قدم 8 بوصة (2.0 م). اعتزل اللعب في 2003. أحرز خلال مسيرته في الإن بي إيه 3368 نقطة بمعدل 7.3 نقاط في المباراة الواحدة.

## المسيرة الاحترافية
لعب مع شيكاغو بولز من سنة 1995 إلى 1998، ثم لعب مع غولدن ستايت ووريورز من سنة 1998 إلى 2000، ثم لعب مع ميلووكي باكز من سنة 2000 إلى 2003.

## روابط خارجية
- جيسون كافي على موقع إن بي أي (الإنجليزية)
- جيسون كافي على موقع سبورتس رفرنس (الإنجليزية)
- جيسون كافي على موقع كرة السلة الأوروبية.كوم (الإنجليزية)
- جيسون كافي على موقع كلية كرة السلة في سبورتس رفرنس.كوم (الإنجليزية)
- جيسون كافي على موقع ريلجم (الإنجليزية)
- جيسون كافي على موقع بروبوليرز (الإنجليزية)